# Mărgineni (Neamț)
Pour les articles homonymes, voir Mărgineni.
Mărgineni est une commune roumaine du județ de Neamț, dans la région historique de Moldavie et dans la région de développement du Nord-Est.

## Géographie
La commune de Mărgineni est située dans le centre-est du județ, sur le Plateau moldave, à 22 km à l'est de Piatra Neamț, le chef-lieu du județ.
La municipalité est composée des quatre villages suivants (population en 1992) :
- Hârțești (235) ;
- Hoisești (985) ;
- Itrinești (371) ;
- Mărgineni (2 500), siège de la municipalité.

## Politique
| Parti | Parti                                                 | Sièges |
| ----- | ----------------------------------------------------- | ------ |
|       | Parti social-démocrate (PSD)                          | 8      |
|       | Parti national libéral (PNL)                          | 2      |
|       | Union nationale pour le progrès de la Roumanie (UNPR) | 2      |
|       | Parti Roumanie unie (PRU)                             | 1      |

## Religions
En 2002, la composition religieuse de la commune était la suivante :
- Chrétiens orthodoxes, 99,80 %.

## Démographie
En 2002, la commune comptait 4 043 Roumains (99,97 %). On comptait à cette date 1 366 ménages et 1 078 logements.
| 1992  | 2002  | 2007  |
| ----- | ----- | ----- |
| 4 091 | 4 044 | 4 133 |

## Économie
L'économie de la commune repose sur l'agriculture et l'élevage. On extrait du gaz naturel sur le territoire communal.

## Lieux et monuments
- Mărgineni, église orthodoxe de la Dormition de la Vierge (Adormirea Maicii Domnului) de 1769.

- Hârțești, église orthodoxe des Saints Archanges (Sf. Mihail și Gavriil) de 1683.

- Itrinești, église orthodoxe Sf. Apostol Anania de 1728.